# Speak Now (Taylor's Version)
Speak Now (Taylor's Version) je třetí znovunahrané album americké zpěvačky Taylor Swift. Bylo vydáno 7. července 2023, skrze Republic Records. Jedná se o znovunahrávku třetího studiového alba Taylor Swift, Speak Now z roku 2010, a následuje znovunahrávky z roku 2021, Fearless (Taylor's Version) and Red (Taylor's Version). Vydání alba bylo ohlášeno 5. května 2023, při show v Nashville, během jejího probíhajícího světového turné, The Eras Tour.
Album obsahuje 22 skladeb a jejich autorkou je výhradně Taylor Swift. Obsahuje znovunahrané verze 16 písní z originální verze alba a šest dříve nevydaných písní. Swift a Christopher Rowe produkovali znovunahrané písně. Na skladbách z „trezoru“ se nově podíleli Aaron Dessner a Jack Antonoff. Hostujícími vokály přispěli Fallout Boy a Hayley Williams z Paramore.
Album je silně ovlivněno rockem a pop-punkem, kombinuje typický country popový styl Swift se styly emo, pop rock a gothic rocku. Lyricky jde o volné koncepční album o nevyřčených zpovědích, dokumentujících těkavé emoce dospívání Taylor Swift. Album získalo uznání od hudebních kritiků, kteří ocenili vokály a emocionálně poutavé psaní písní.
Komerčně, album Speak Now (Taylor's Version) prolomilo světový rekord Spotify pro nejvyšší počet přehrání během jediného dne pro album v roce 2023. Prvního místa dosáhlo album v Austrálii, Kanadě, Vlámsku, Irsku, Nizozemsku, Novém Zélandu, Španělsku, Švédsku, Spojeném království a ve Spojených státech, kde se toto album stalo již dvanáctým albem Taylor Swift, které dosáhlo vrcholu žebříčku Billboard 200, čímž prolomilo rekord Barbry Streisand za nejvíce alb, která dosáhla první příčky, od ženské skladatelky. Všechny 22 skladeb debutovalo na Billboard Hot 100, včetně I Can See You, které dosáhlo na páté místo.

## Zveřejnění a propagace
Album Speak Now (Taylor's Version) vyšlo 7. července 2023 a stalo se tak třetím znovu nahraným albem Taylor Swift. Znovunahrávka písně If This Was a Movie, jedné ze tří deluxe písní z originálního alba, a také jediná píseň s jedním jediným spoluautorem, byla vydána jako propagační singl a zahrnuta v tematické kompilaci na Fearless (Taylor's Version) 17. března 2023.
5. června 2023 Swift oznámila seznam skladeb. 24. června, 13 dní před vydáním alba, Swift na sociálních sítích zveřejnila úryvek z písně Mine (Taylor's Version). 29. června byla v oficiální upoutávce na druhou řadu série The Summer I Turned Pretty na Amazon Prime uvedena krátká ukázka Back To December (Taylor's Version).
7. července 2023, v den vydání alba, Swift premiérově uvedla hudební videoklip k písni I Can See You, na její show v Kansas City, během turné The Eras Tour. Videoklip byl o den později zveřejněn na jejím YouTube kanálu. 13. července 2023 vydala Swift digitální deluxe edici alba obsahující živé nahrávky Dear John a Last Kiss z koncertů v Minneapolis a Kansas City.

## Seznam skladeb
| Speak Now (Taylor's Version) | Speak Now (Taylor's Version)                                   | Speak Now (Taylor's Version) | Speak Now (Taylor's Version) |
| Pořadí                       | Název                                                          | Producent                    | Délka                        |
| ---------------------------- | -------------------------------------------------------------- | ---------------------------- | ---------------------------- |
| 1.                           | Mine                                                           | Swift Christopher Rowe       | 3:51                         |
| 2.                           | Sparks Fly                                                     | Swift Rowe                   | 4:21                         |
| 3.                           | Back To December                                               | Swift Rowe                   | 4:54                         |
| 4.                           | Speak Now                                                      | Swift Rowe                   | 4:02                         |
| 5.                           | Dear John                                                      | Swift Rowe                   | 6:45                         |
| 6.                           | Mean                                                           | Swift Rowe                   | 3:58                         |
| 7.                           | The Story of Us                                                | Swift Rowe                   | 4:27                         |
| 8.                           | Never Grow Up                                                  | Swift Rowe                   | 4:52                         |
| 9.                           | Enchanted                                                      | Swift Rowe                   | 5:53                         |
| 10.                          | Better than Revenge                                            | Swift Rowe                   | 3:40                         |
| 11.                          | Innocent                                                       | Swift Rowe                   | 5:01                         |
| 12.                          | Haunted                                                        | Swift Rowe                   | 4:05                         |
| 13.                          | Last Kiss                                                      | Swift Rowe                   | 6:09                         |
| 14.                          | Long Live                                                      | Swift Rowe                   | 5:17                         |
| 15.                          | Ours                                                           | Swift Rowe                   | 3:55                         |
| 16.                          | Superman                                                       | Swift Rowe                   | 4:34                         |
| 17.                          | Electric Touch (From the Vault) (featuring Fall Out Boy)       | Swift Aaron Dessner          | 4:26                         |
| 18.                          | When Emma Falls in Love (From the Vault)                       | Swift Dessner                | 4:12                         |
| 19.                          | I Can See You (From the Vault)                                 | Swift Jack Antonoff          | 4:33                         |
| 20.                          | Castles Crumbling (From the Vault) (featuring Hayley Williams) | Swift Antonoff               | 5:06                         |
| 21.                          | Foolish One (From the Vault)                                   | Swift Dessner                | 5:11                         |
| 22.                          | Timeless (From the Vault)                                      | Swift Antonoff               | 5:21                         |
| Celková délka:               | Celková délka:                                                 | Celková délka:               | 1:44:33                      |

| Speak Now (Taylor's Version) – Deluxe edice | Speak Now (Taylor's Version) – Deluxe edice | Speak Now (Taylor's Version) – Deluxe edice | Speak Now (Taylor's Version) – Deluxe edice |
| Pořadí                                      | Název                                       | Producent                                   | Délka                                       |
| ------------------------------------------- | ------------------------------------------- | ------------------------------------------- | ------------------------------------------- |
| 23.                                         | Dear John (live from Minneapolis)           |                                             | 7:09                                        |
| 24.                                         | Last Kiss (live from Kansas City)           |                                             | 6:12                                        |
| Celková délka:                              | Celková délka:                              | Celková délka:                              | 1:57:54                                     |

#### Poznámka
- Písně 1–22 mají podtitulek „Taylor's Version“

| Země                         | Pozice (2023) |
| ---------------------------- | ------------- |
| Argentina (CAPIF)            | 1             |
| Austrálie (ARIA)             | 1             |
| Francie (SNEP)               | 2             |
| Itálie (FIMI)                | 4             |
| Japonsko (Oricon)            | 11            |
| Kanada (Billboard)           | 1             |
| Německo (Offizielle Top 100) | 35            |
| Nový Zéland (RMNZ)           | 1             |
| UK (OCC)                     | 1             |
| USA (Billboard)              | 1             |

| Profesionální kritika | Profesionální kritika |
| Zdroj                 | Hodnocení             |
| --------------------- | --------------------- |
| The Daily Telegraph   | 4/5 hvězdiček         |
| The Guardian          | 4/5 hvězdiček         |
| The Times             | 3/5 hvězdiček         |
| Pitchfork             | 7.5 / 10              |
| RollingStone          | 5/5 hvězdiček         |